# الثلاثية البلشفية
الثلاثية البلشفية أو السنوات البلشفية الثلاث (بالإسبانية: Trienio Bolchevique)‏ هي تسمية أطلق عليها المؤرخون الإسبان (خوان دياز دل مورال أول من استخدم مصطلح فترة الثلاثية البلشفية) للفترة بين 1918 و 1920 (أو 1921) في إسبانيا داخل إطار أزمة حكم عودة البوربون حيث وقعت صراعات اجتماعية مهمة، وهي تعبير استخدم استخداما محدود للإشارة إلى أعمال الشغب والمظاهرات والإضرابات التي وقعت في النصف الجنوبي من إسبانيا خاصة في الريف الأندلسي.
أثارت الأخبار القادمة من الثورة الروسية في الجماهير الفقيرة آمال محسوسة، ذلك حسب السياق المحلي سواءا في المناطق الحضرية أو الريف.

## البداية
منذ بداية أزمة 1917 وتفاقم محنة العمال سواء في الريف (عمال اليومية) أو المصانع (البروليتاريا الصناعية) كانت غير قابلة للاستمرار (انخفاض الإنتاج وزيادة البطالة وانخفاض الأجور الحقيقية أمام ارتفاع الأسعار.. الخ). وكانت استجابة الأحزاب الحاكمة (الفرصة الواقعية الوحيدة للوصول إلى الحكومة في نظام تداول السلطة) إلى ما أطلق عليها قضية اجتماعية بإعطاء تدابير مشابهة لتلك الموجودة في البلدان الأكثر تقدما (مثل ألمانيا) وهو مايسمى الوضع الاجتماعي ولكن في نطاق محدود للغاية. ولكن فشل لجنة الإصلاحات الاجتماعية أفسح الطريق لبرامج أكثر نشاطا ولكنها غير كافية لمجموعة من مؤسسات التجديد: معهد الإصلاحات الاجتماعي (1903) والمؤسسة الوطنية للضمان الاجتماعي (1908) وزارة العمل (1920). ولمواجهة الاستياء الاجتماعي منحت حكومة كونت رومانونس (ديسمبر 1918 - أبريل 1919) تدابير خدمية مثل نظام المعاشات التقاعدية ونظام العمل بثماني ساعات (3 أبريل 1919 ولم تطبق حتى 23 سبتمبر) وقانون استراحة يوم الأحد [الإسبانية] وقد أدخلتها حكومة أنطونيو مورا حيز التنفيذ في 1907.

## إعادة تنظيم حركة العمال
ظهرت زيادة ملحوظة في عضوية الاتحادات، حيث كانت مطالب العمال الرئيسية مركزة على زيادة الأجور وتقليل ساعات العمل. فالأيديولوجيات التي كانت سائدة في الحركة العمالية الاسبانية [الإسبانية] هي الميول الفوضوية (عارض الاتحاد الوطني للعمل CNT المشاركة في النظام السياسي) أما (اتحاد العمال العام UGT فارتبط بالحزب الاشتراكي PSOE) الماركسي، أما الأمر الإقليمي فمختلف (في كاتالونيا والأندلس فالفوضوية غالب فيها، أما الاشتراكية فمهيمنة في بلاد الباسك ومدريد). كان تأثير الثورة الروسية في 1917 قويا جدًا. ففي البداية حظيت الثورة البلشفية أو ثورة أكتوبر بتعاطف جميع الأطراف، لم يتبين اتجاه كل حركة إلا بعد مضي عدة سنوات. وأرسل الاتحاد الوطني للعمل CNT مراقبين إلى الكومنترن الثالث في 10 ديسمبر 1919 على أن يقدموا تقريرا في سنة 1922. تسبب عدم تأييد أنصار الحزب الاشتراكي العمالي للبلاشفة سنة 1921 في ايجاد الحزب الشيوعي الإسباني وهو حزب صغير ارتبط بالكومنترن الثالث وبأوامر مباشرة من موسكو.

## ثورات الفلاحين في جنوب اسبانيا
ظلت تعبئة العمال في ريف الأندلس وإكستريمادورا على مستوى منخفض منذ النشاط الكبير في 1903-1904، كان هناك عملية قوية لتسييس عمال اليومية، الذين انضموا بقوة إلى النقابات (تقريبا 100,854 أعضاء الاتحاد الأندلس الإقليمي التابع ل CNT في ديسمبر 1919، و 23,900 من المنتمين إلى UGT بين أكتوبر 1918 ويوليو 1919 هم عمال الزراعة، وقد نالوا على بعض التنازلات في البداية (مثل الاعتراف بالنقابات والمفاوضة الأجور). وقد وصلت التعبئة بين خريف 1918 وصيف 1919 إلى أعلى مستوياتها بالعديد من الإضرابات، مثل الإضراب العام الذي نظمه مؤتمر كاسترو ديل ريو في مقاطعة قرطبة (أكتوبر 1918) والإضراب العام الثاني في مارس 1919 والذي انتشر في جميع أنحاء الأندلس. كانت الاحتجاجات في ذلك الوقت راديكالية حيث تقوم تحركات باحتلال الأراضي بِنيَّة تقاسمها (بما في ذلك الشعارات المنتشرة بأن الاتحاد قوة والأرض لأولئك الذين يعملون بها)، وحرق المحاصيل والاحتلال مجالس البلديات إلخ. أدى الخوف المنتشر بين ملاك الأراضي وأرباب العمل إلى انسحابهم إلى المدن الكبيرة، في حين وافقوا على زيادة الأجور (قدر دياز ديل مورال الزيادة الإسمية بأنها 150٪ بين 1917-1921، وإن ذلك لا يمكن أن تعمم على بيانات الأجور الحصاد). من مايو 1919 تم قمع حشود العمال اليومية بقسوة واعلنت حالة الطوارئ. تم حظر نقابات العمال وسجن قادتهم. بدأت الحركة العمالية الأندلسية مرحلة التراجع وقل أعضاء النقابة.

## تسلسل العملية
ظهر في مدينة برشلونة فترة جديدة من العنف الاستثنائي وذلك بازدياد هجمات الجماعات المسلحة (Pistolerismo)، مابين أرباب العمل والعمال، وأيضا سياسة القمع القاسي ضدهم التي أدارها الحاكم سيفيريانو مارتينيز أنيدو.
وظهر أيضا ما سمي بالمشكلة العسكرية والصعوبات المتزايدة لاستعمار المغرب، والتي بلغت ذروتها في كارثة معركة أنوال (22 يوليو 1921). بالمقابل ارتفعت من الحركة العمالية معارضة تاريخية للنزعة العسكرية (مثل تلك التي لعبت دورافي الأسبوع المأساوي في سنة 1909). أدت الأزمة السياسية التي خلقتها كارئة أنوال إلى انقلاب الجنرال بريمو دي ريفيرا (13 سبتمبر 1923) وماتلاها من الدكتاتورية.